# Mill Creek, Washington
Mill Creek là một thành phố nằm trong quận Snohomish thuộc tiểu bang Washington, Hoa Kỳ.
Thành phố này được đặt tên theo. Theo điều tra dân số của Cục điều tra dân số Hoa Kỳ năm 2009, thành phố có dân số 17.370
người.

## Địa lý
Theo Cục điều tra dân số Hoa Kỳ, thành phố có diện tích 9,2 km2.